# Thũng Bàn (đảo)
đảo Thũng Bàn (tiếng Trung: 桶盤嶼; bính âm: Tǒngpán Yǔ; Bạch thoại tự: Tháng-pôaⁿ-sū) là một đảo thuộc làng cùng tên của thành phố Mã Công, huyện Bành Hồ, Đài Loan. Đảo này nằm cách đảo chính Bành Hồ 6 nmi (11 km). Một chuyến phà chạy giữa đảo Thũng Bàn và đảo chính Bành Hồ hai lần một ngày và đôi khi thường xuyên hơn. Đảo còn được gọi là Tiểu Án Sơn (小案山).:19
Hòn đảo này là một địa hình núi đỉnh bằng bazan, với bờ biển là những vách đá bằng các cột bazan. Những thành hệ địa chất này khiến cho nó trở thành "Công viên đá vàng Bành Hồ". Các cột có thể được nhìn thấy trong một con đường quanh đảo. Phía tây nam của đảo có một bồn địa bậc thang được gọi là "Liên Hoa đài" (蓮花臺). Có một dạng đá bazan hình tổ ong trên đảo được gọi là "đá Miêu Công" (貓公石). Có những rạn san hô dưới vùng đáy biển gần đó, có thể nhìn thấy chúng khi lặn biển.
Ngôi làng được biết đến với cung Phúc Hải (福海宮) được trang trí công phu, là một ngôi đền Đạo giáo thu hút những tín đồ sống ngoài đảo. Cung này thờ Vương Da (溫府王爺)) và được xây vào năm 1896/1906 và được trùng tu vào năm 1934 và 1982. Vào ngày mồng 3 tháng 3 âm lịch, có lễ sinh thần của Huyền Vũ, có vài trăm người quê ở đảo sẽ đến đảo tham dự lễ.
Vào ngày 12 tháng 7 năm 1683, lực lượng hải quân của nhà Thanh chiếm đảo Hổ Tĩnh và đảo Thũng Bàn trong giai đoạn đầu của hải chiến Bành Hồ.:42
Vào chiều ngày 20 tháng 7 năm 2002, Phó Tổng thống Lữ Tú Liên đến thăm đảo Thũng Bàn, bà ghi nhận các vấn đề về nguồn cung cấp nước ngọt, thăm bảo tàng nghệ thuật của làng và dâng hương tại cung Phúc Hải.
Vào tháng 1 năm 2008, Công viên Địa chất Thũng Bàn (桶盤嶼玄武岩地質公園) được thành lập, tập trung xung quanh các cột đá bazan của đảo.
Bắt đầu từ ngày 26 tháng 9 năm 2019, nhà máy khử mặn nước biển trên đảo Thũng Bàn đã ngừng hoạt động trong vài tuần.

## Hình ảnh

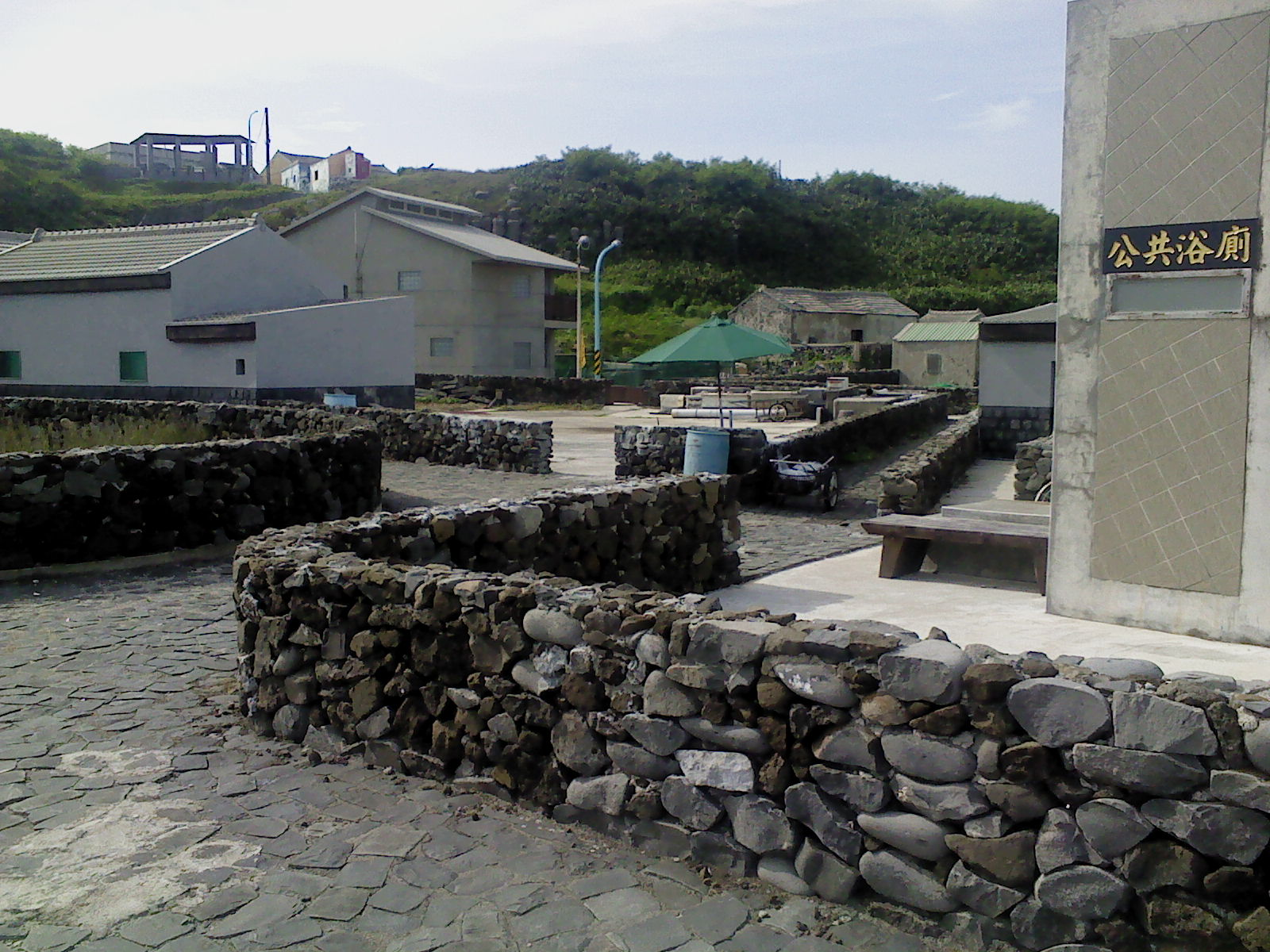
Khu Thái Trạch
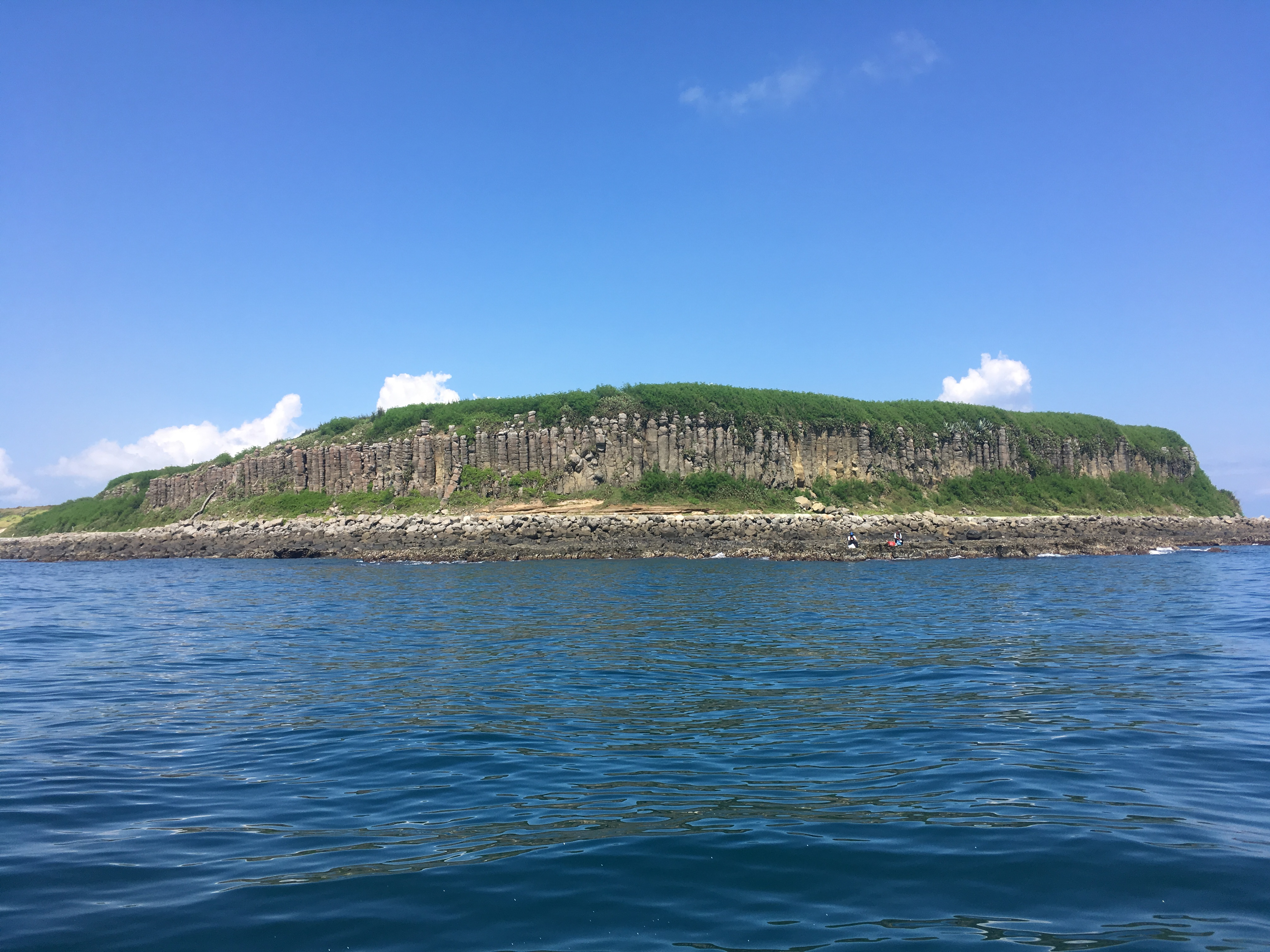
Các cột đá bazan
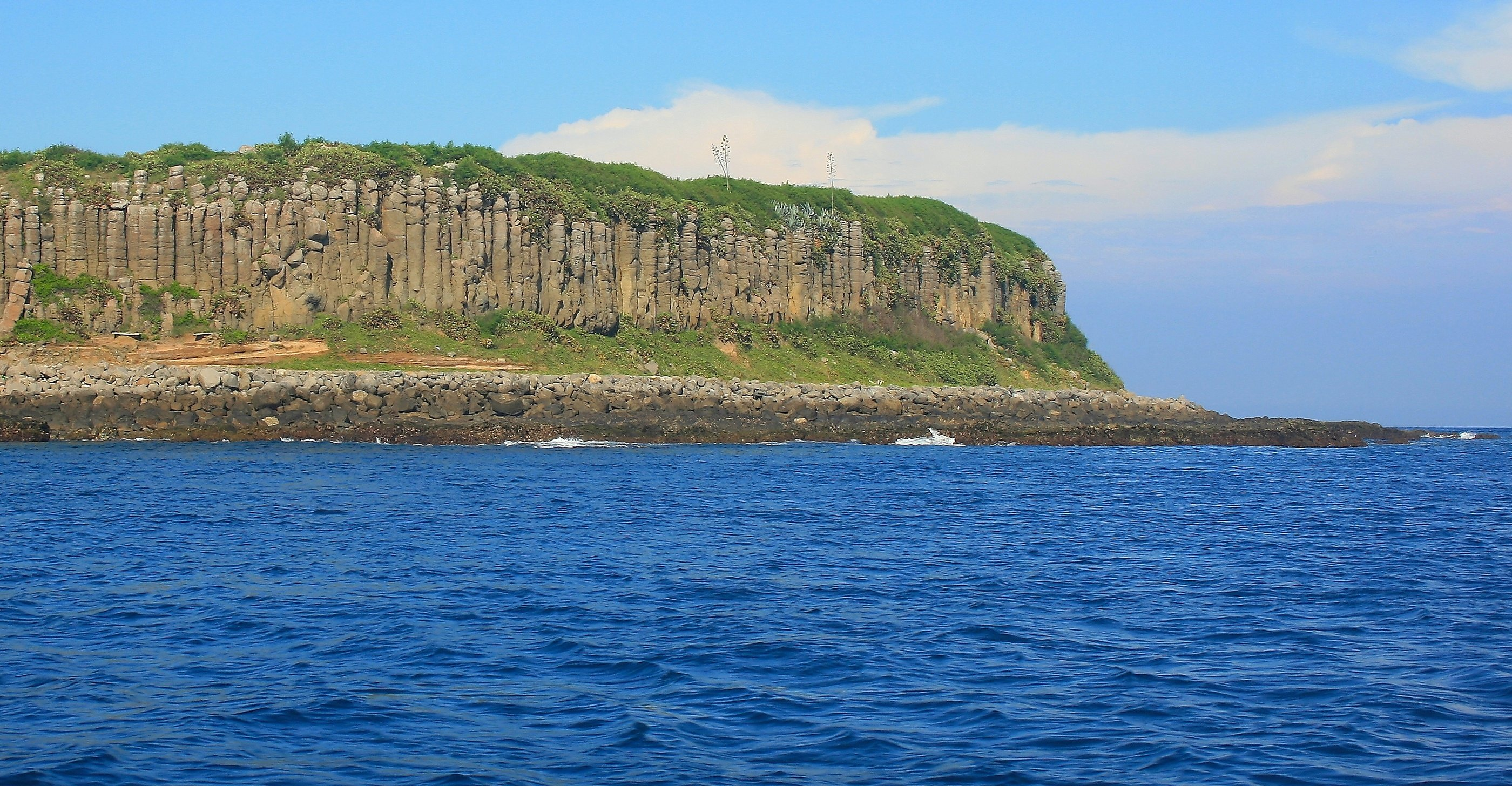
Các cột đá bazan
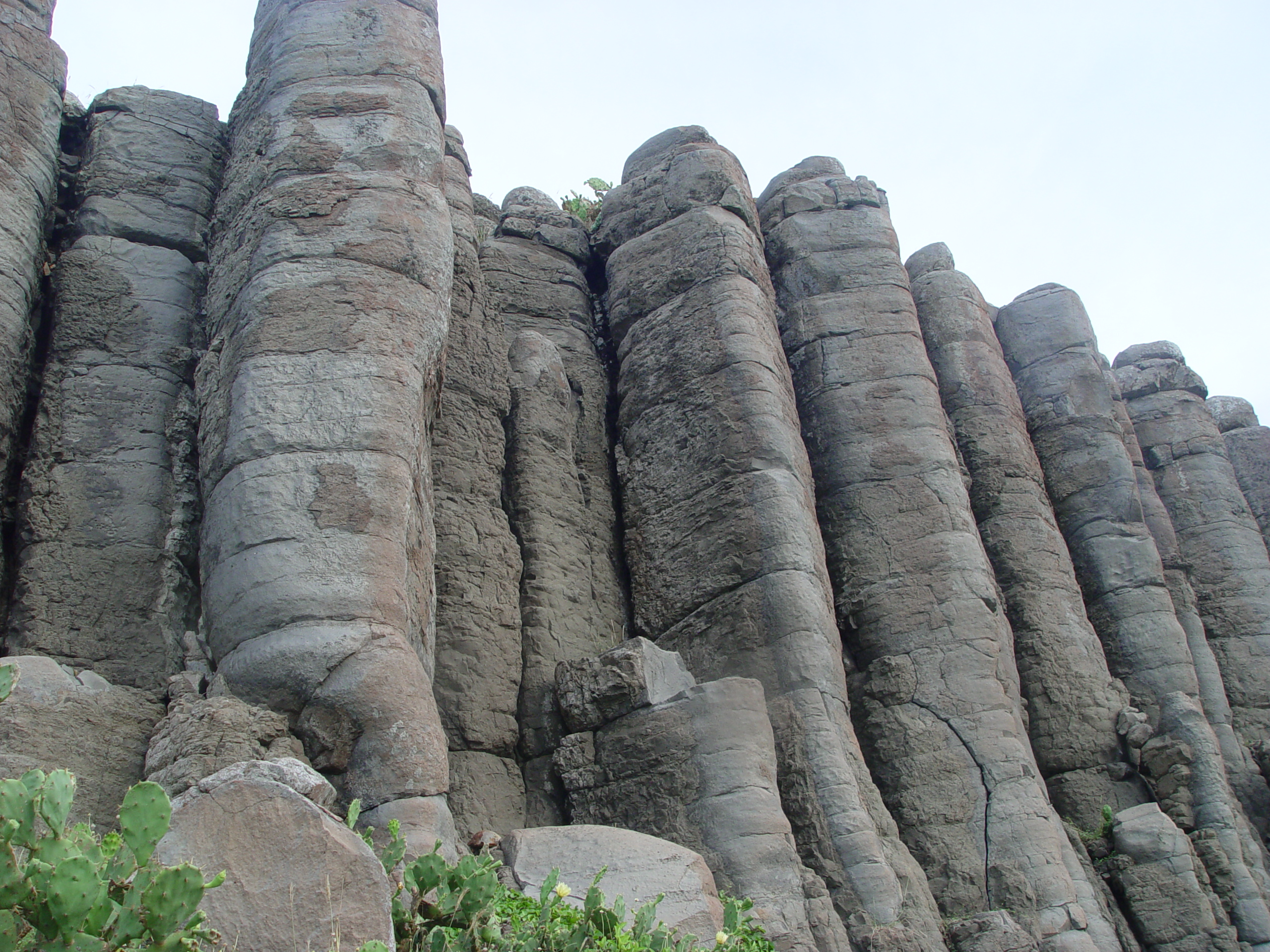
Các cột đá bazan